# Parc d'État du cap Henlopen

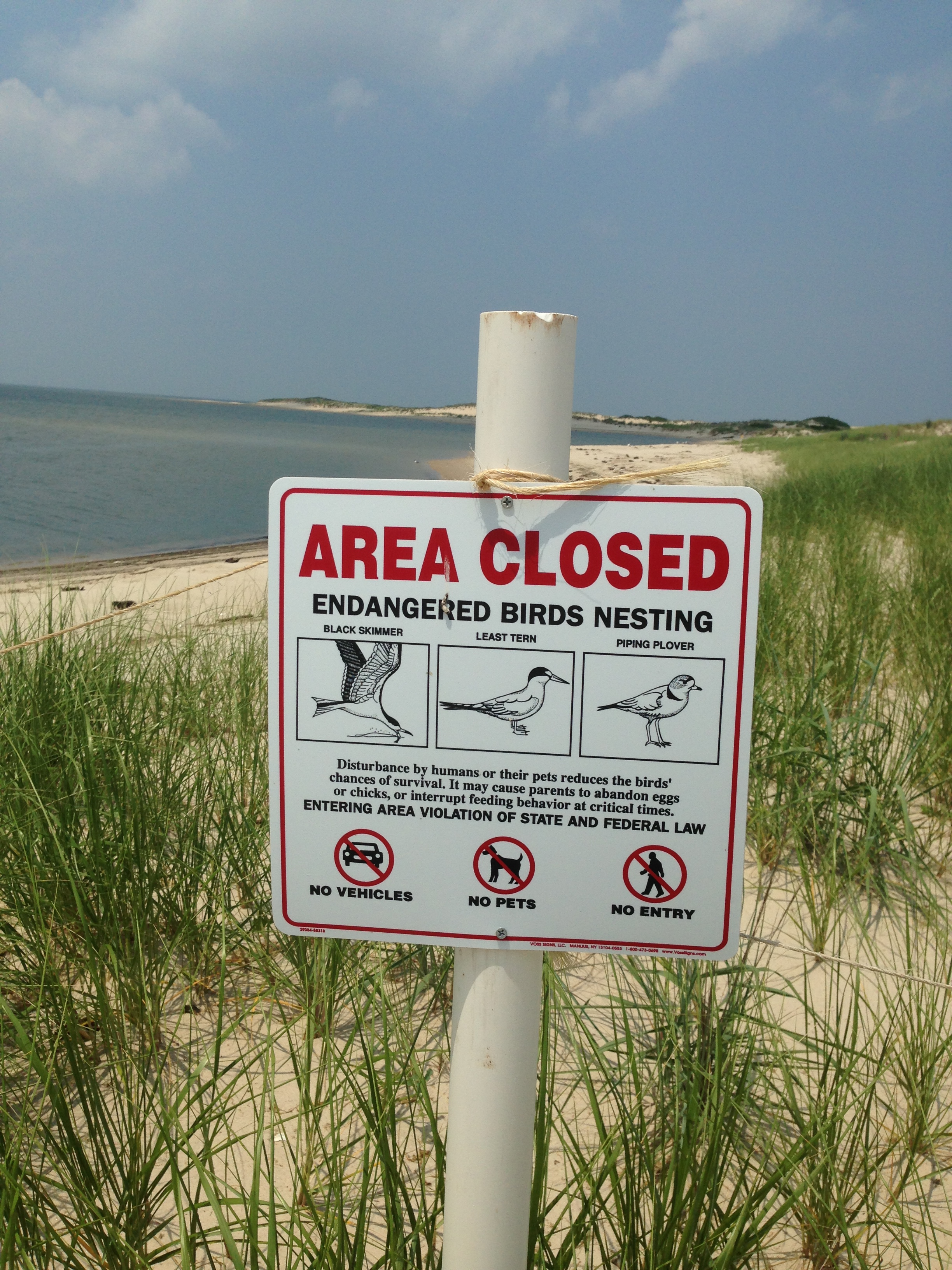
Zone protégée du parc

Le Cape Henlopen State Park est un parc historique des États-Unis situé sur la côte atlantique, à proximité du cap Henlopen dans l'état du Delaware.
Terrain militaire pendant la Seconde Guerre mondiale, il a été cédé à l'état du Delaware en 1964.

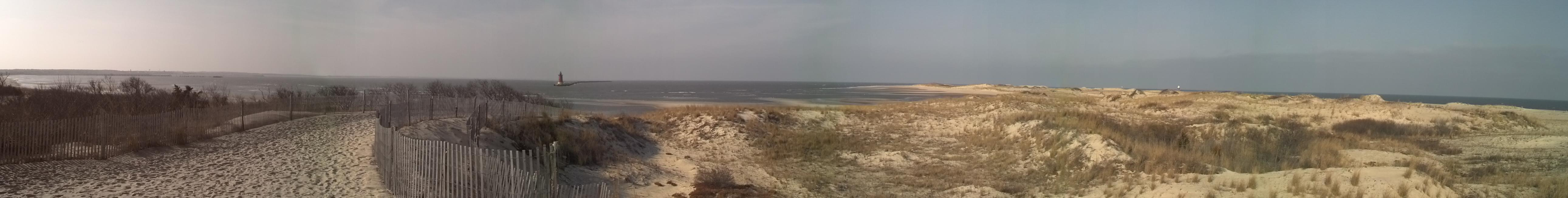
Vue panoramique du Cap Henlopen